# Klinowate

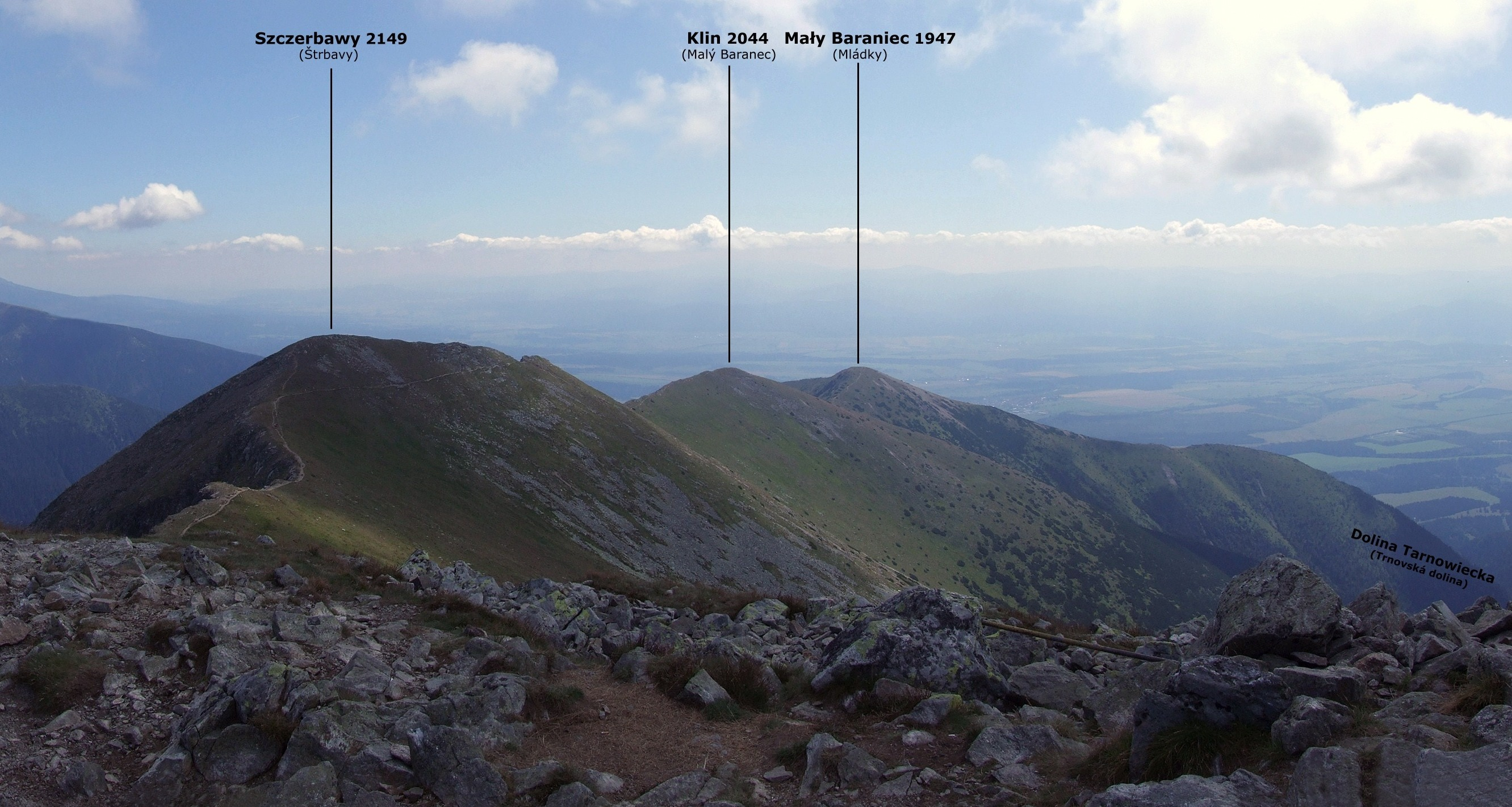
Klinowate w grani poniżej Małego Barańca

Klinowate (słow. Klinovaté) – grzbiet w dolnej części grani Barańców (poniżej Małego Barańca) w słowackich Tatrach Zachodnich. Jego wschodnie stoki opadają do Doliny Wąskiej i jej górnego odgałęzienia – Doliny Jamnickiej. Są w nich dwa żleby którymi spływają niewielkie potoki do Jamnickiego Potoku, w zimie schodzą nimi lawiny. W zboczach zachodnich znajduje się żleb Horica. Południowe stoki stromo zboczem zwanym Horica opadają do Kotliny Liptowskiej. Klinowate to stromy, całkowicie zalesiony grzbiet. Występuje na nim jedna tylko polana reglowa zwana Horzycą z szałasem w stylu skandynawskim. Ponad polaną (30 min drogi) grzbiet osiąga wysokość 1561 m n.p.m. (punkt pomiarowy). Szlak turystyczny stromo wspina się w górę wyciętym w kosodrzewinie korytarzem na Mały Baraniec (1947 m).

## Szlaki turystyczne
– zielony szlak z autokempingu „Raczkowa” przez Klinowate i Mały Baraniec na szczyt Barańca.
- Czas przejścia z autokempingu do punktu pomiarowego (1561 m): 1:50 h, ↓ 1:20 h
- Czas przejścia od punktu pomiarowego na szczyt Barańca: 2:10 h, ↓ 1:40 h